# SMS Moltke (1910)
«Мольтке» (нім. SMS Moltke (1910) — німецький військовий корабель, лінійний крейсер, головний у своєму типі Імператорських військово-морських сил Німеччини. Другий корабель, названий на честь німецького генерал-фельдмаршала XIX століття Гельмута фон Мольтке.
Введений в експлуатацію 30 вересня 1911 року, корабель став другим лінійним крейсером Імператорського флоту. «Мольтке» разом зі своїм кораблем-побратимом «Гебен» був збільшеною версією попереднього німецького лінійного крейсера «Фон дер Танн» із підвищеним бронезахистом та двома основними гарматами в додатковій башті. Порівняно з його британськими суперниками — типу «Індіфатігебл» — «Мольтке» та однотипний «Гебен» були значно більшими та краще броньованими.
Корабель брав участь у більшості великих бойових дій німецького флоту під час Першої світової війни, включаючи бій при Доггер-банці і Ютландську битву в Північному морі в 1915 і 1916 роках відповідно. Лінійний крейсер також брав участь у битві в Ризькій затоці 1915 року та операції «Альбіон» 1917 року на Балтиці. Під час війни «Мольтке» кілька разів зазнавав пошкоджень: корабель був уражений великокаліберною гарматою в Ютландській битві та двічі торпедований британськими підводними човнами під час наступу флоту.
Після закінчення війни в 1918 році «Мольтке» разом з більшістю Флоту відкритого моря був інтернований у Скапа-Флоу в очікуванні рішення союзників щодо долі флоту. Корабель зустрів свій кінець, коли його разом з рештою Флоту відкритого моря в 1919 році затопив власний екіпаж, щоб запобігти їх потраплянню в руки союзників. Затонулий корабель «Мольтке» був піднятий у 1927 році та зданий на брухт у Росайті з 1927 по 1929 рік.

## Історія служби
Ще до офіційного введення до строю корабель почав ходові випробування, зарахований до 1-ї групи крейсерів-скаутів, головної розвідувальної сили флоту. Він замінив броненосний крейсер «Рун», який був списаний 22 вересня. На початку листопада кораблі його групи здійснили навчальний похід у Каттегат; сильний шторм змусив «Мольтке» сховатися в Уддеваллі, Швеція, де він перебував з 3 по 6 листопада. Наступні кілька місяців він провів, завершуючи випробування в Данцькій бухті, і 1 квітня 1912 року судно було оголошено готовим до експлуатації.
Керівництво німецького флоту планувало зарахувати «Мольтке» флагманом 1-ї групи крейсерів-скаутів після прийняття на службу, але натомість його призначили на спеціальний рейс. У середині 1911 року американська ескадра відвідала Кіль і німці хотіли у відповідь відправити групу найсучасніших німецьких суден до США. Вони вибрали «Мольтке» і легкі крейсери «Штеттін» і «Бремен». 11 травня кораблі вирушили з Кіля, пройшли через Канарські острови і 30 травня прибули біля мису Генрі, штат Вірджинія, де до них приєднався «Бремен». 3 червня три кораблі увійшли в Гемптон-Роудс. Президент США Вільям Говард Тафт прийняв кораблі на борту президентської яхти «Мейфлавер». Також був присутній контингент Атлантичного флоту. 8–9 червня кораблі відпливли до Нью-Йорка, де екіпажі були добре прийняті як місцевими німецькими клубами, так і вищим класом. 13 червня кораблі вирушили з Нью-Йорка, Бремен плив до Балтимора, а «Мольтке» і «Штеттін» повернулися до Кіля. Вони прибули туди 24 червня, а наступного дня крейсерська ескадра була розформована. «Мольтке» був єдиним німецьким капітальним кораблем, який коли-небудь відвідував США.
З 4 до 6 липня 1912 року Мольтке супроводжував яхту кайзера Вільгельма II «Гогенцоллерн» до Росії на офіційній зустрічі з царем Миколою II. Після повернення «Мольтке» очолив як флагман I групи крейсерів-скаутів під командуванням віцеадмірала Густава Бахмана. На той час підрозділ складався з «Мольтке», «Фон дер Танн», броненосного крейсера «Йорк», легких крейсерів «Штеттін», «Майнц», «Кольберг», «Кельн», «Дрезден» і «Берлін», а також авізо «Хела», який тоді був тендером. Кораблі брали участь у щорічних маневрах флоту, що відбулися в серпні та вересні, які завершилися військово-морським оглядом для кайзера Вільгельма II у Німецькій затоці. 19 вересня «Мольтке» був нагороджений премією. Лінійний крейсер відвідав Мальме у Швеції, і взяв участь у тренуваннях пізніше того ж року. У грудні корабель поставили в сухий док у Вільгельмсгафені для періодичного технічного обслуговування, яке тривало до лютого 1913 року.

### Перша світова війна
Невдовзі після початку Першої світової війни, 28 серпня 1914 року, «Мольтке» залучався до битви в Гельголендській затоці. Вранці британські крейсери зі складу сил Гарідж атакували німецькі есмінці, які патрулювали Гельголандську затоку. Шість німецьких легких крейсерів — «Кельн», «Страсбург», «Штеттін», «Фрауенлоб», «Штральзунд» і «Аріадна» — відповіли на атаку і завдали серйозної шкоди британським рейдерам. Однак прибуття приблизно о 13:37 британської 1-ї ескадри лінійних крейсерів під командуванням віцеадмірала Девіда Бітті швидко поставило німецькі кораблі в невигідне становище.
Разом з рештою лінійних крейсерів I розвідувальної групи «Мольтке» перебував на Вільгельмсгафенському фарватері вранці бою. Крейсер був готовий до відплиття о 12:10, але через відлив та інші обставини він прибув на місце бою о 15:10, тоді як «Аріадна» вже загинув від зазнаних пошкоджень і затонув. Гіппер наважився обережно вирушити на пошуки двох зниклих легких крейсерів «Майнц» і «Кельн», які вже затонули. До 16:00 німецька флотилія розвернулася, щоб повернутися до Нефритового лиману, прибувши приблизно о 20:23 на базу.
15 і 16 грудня «Мольтке», «Зейдліц», «Фон дер Танн», «Дерфлінгер» і «Блюхер» разом з легкими крейсерами «Кольберг», «Страсбург», «Штральзунд» і «Грауденц» і двома ескадрами міноносців брали участь у зухвалому рейді на Скарборо, Гартлпул і Вітбі. «Мольтке» отримав одне влучення снарядом під ватерлінію, але втрат в особовому складі не мав.
З 3 по 21 серпня 1915 року німецький флот провів операцію по прориву в Ризьку затоку. Для прикриття свого формування до Фінської затоки висувалося з'єднання Флоту відкритого моря віцеадмірала Гіппера з 8 лінійних кораблів, 3 лінійних крейсерів, 4 крейсерів, 32 ескадрених міноносців, 13 тральщиківВони займалися прикриттям тральних сил від можливого нападу з Фінської затоки російських лінкорів типу «Севастополь». Маючи більш ніж дворазову перевагу над російським флотом, це угруповання кайзерівського флоту мало завдання не допустити прориву головних сил Балтійського флоту з Фінської затоки у відкрите море. Крім того, крейсери мали обстріляти споруди на острові Утьо (південніше Або-Аландського архіпелагу), де базувався ряд російських кораблів
Однак, 19 серпня британський підводний човен E1 Ноеля Лоренса з дуже близької дистанції випустив торпеду в «Зейдліц», але влучив у «Мольтке». 1-ша група повернулася в Данциг, а незабаром операція була перервана.
В ході операції німецький флот зазнав серйозних втрат: затонули 2 есмінці V-99 і S-31, 3 тральщики Т-46, Т-52 і Т-58 і проривач мінних загороджень; ушкодження отримали лінійні крейсери «Мольтке» і «Фон дер Танн», два крейсери «Тетіс», «Аугсбург», два міноносці V-100 і S-144 та тральщик Т-77. Росіяни втратили потопленими два канонерські човни, пошкодженими були лінкор «Слава» і три есмінці, також були знищені кілька малотоннажних вантажних суден і ушкоджено берегові об'єкти.